# Vergine di Covadonga

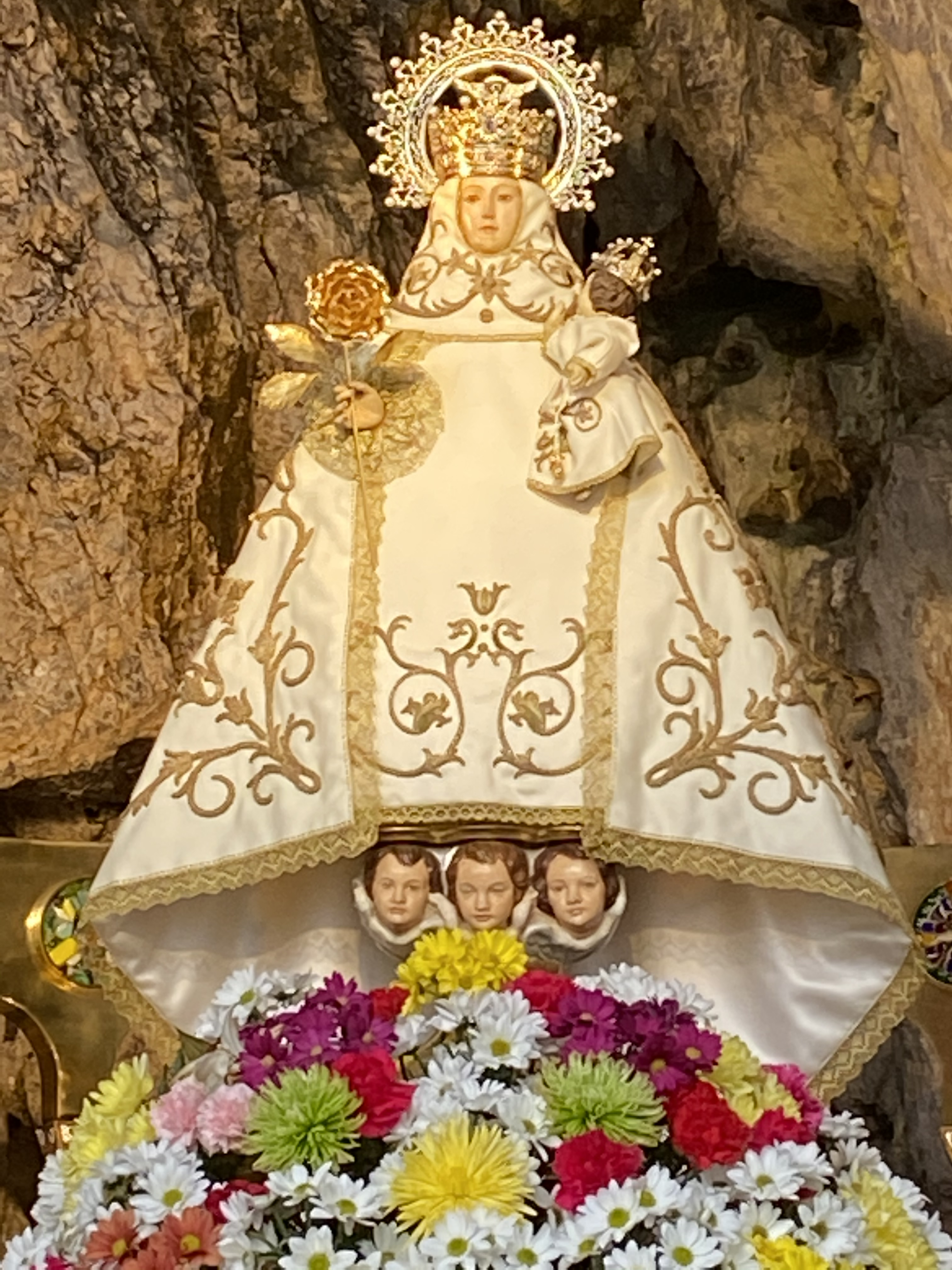
La statua della Vergine di Covadonga

La Vergine di Covadonga (in spagnolo: Virgen de Covadonga) e conosciuta anche come La Santina, è un'immagine della Vergine Maria che si trova a Covadonga, in un consejo di Cangas de Onís, nelle Asturie, di cui né è patrona.
L'immagine si trova in una caverna: secondo la tradizione, la Madonna aiutò i cristiani capitanati da Pelagio delle Asturie, causando una sconfitta agli arabi nella Battaglia di Covadonga. Questa vittoria è considerata come l'inizio della riconquista e la reintegrazione dei re cristiani nella penisola.

## L'inno alla Vergine
Di seguito l'inno in spagnolo alla Vergine:

## Himno de la Virgen
Estrofa I
Bendita la Reina de nuestra montaña,

que tiene por trono la cuna de España

y brilla en la altura más bella que el sol.

Es Madre y es Reina. Venid, peregrinos,

que ante ella se aspiran amores divinos

y en ella está el alma del pueblo español.

Estrofa II
Dios te salve, Reina y Madre

del pueblo que hoy te corona

en los cánticos que entona

te da el alma y el corazón

causa de nuestra alegría, 

vida y esperanza nuestra,

bendice a la Patria y muestra

que sus hijos tuyos son.

Estrofa III
Como la estrella del alba

brilla anunciando la gloria

y es el pórtico la gruta

del templo de nuestra historia.

Ella es el cielo y la fe,

y besa el alma de España

quien llega a besar su pie.

Estrofa IV
Virgen de Covadonga, Virgen gloriosa

flor del cielo que aromas nuestra montaña

tu eres la más amante, la más hermosa,

Reina de los que triunfan, Reina de España.

Nuestros padres sus ojos a ti volvieron

y una patria en tus ojos adivinaron

con tu nombre en sus labios por ti lucharon

con tu amor en las almas por ti vencieron.